# 馬克西姆齊
49°50′33″N 23°12′29″E / 49.84250°N 23.20806°E
馬克西姆齊（烏克蘭語：Максимці），是烏克蘭西部的村莊，隸屬利維夫州的亞沃里夫區。該村始建於1947年，面積0.3平方公里，海拔高度229米，2001年人口124，人口密度每平方公里414.72人。